# Heinrich Ruhfus

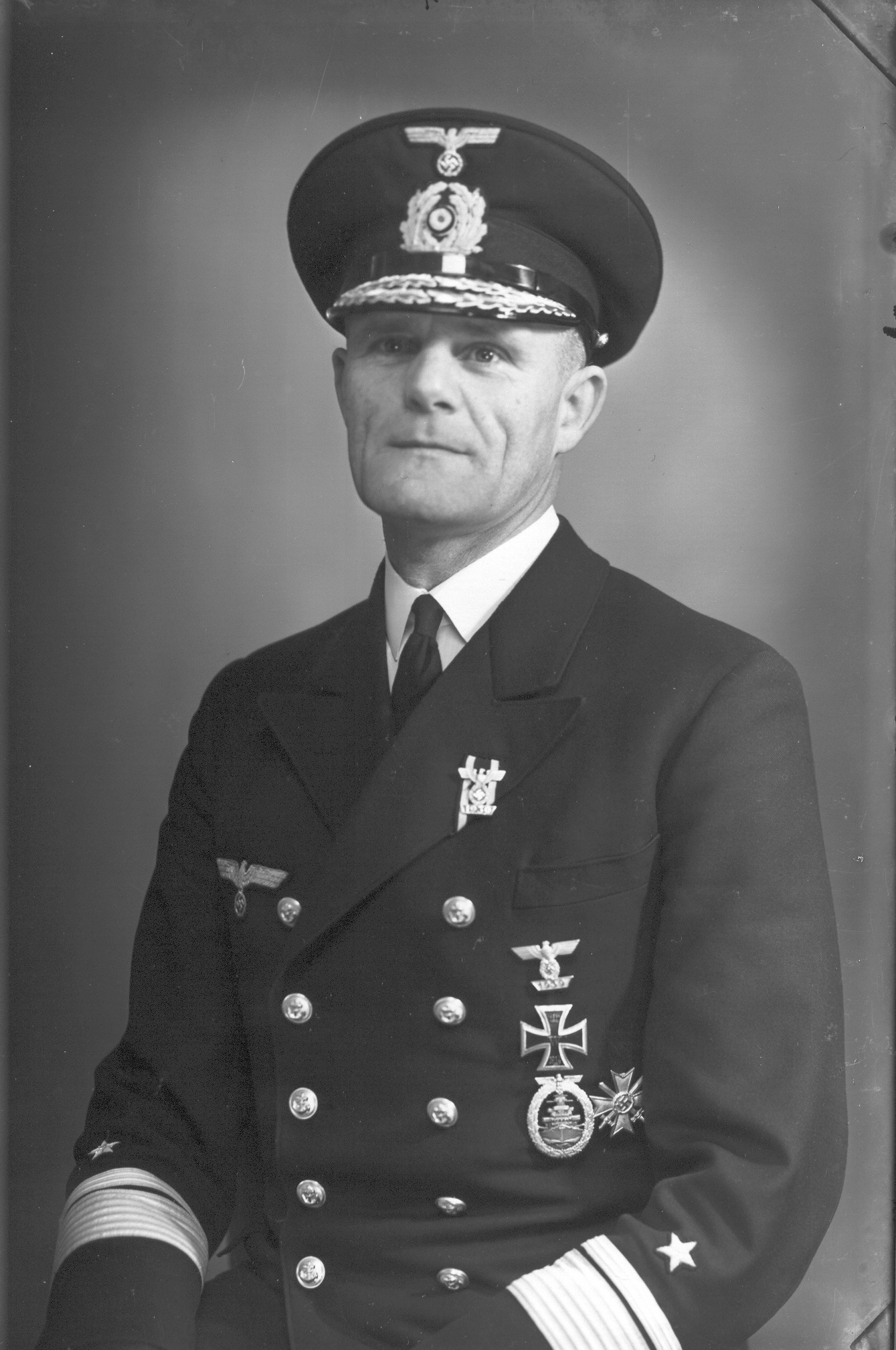
Heinrich Ruhfus (1942)

Heinrich Ruhfus (* 14. April 1895 in Charlottenburg; † 26. Mai 1955 in Flensburg-Mürwik) war ein deutscher Konteradmiral im Zweiten Weltkrieg.

## Leben

### Kaiserliche Marine
Ruhfus trat am 1. April 1913 als Seekadett (Crew 1913) in die Kaiserliche Marine ein und diente nach seiner Grundausbildung auf dem Großen Kreuzer Victoria Louise. Anschließend besuchte er die Marineschule Mürwik und diente zu Beginn des Ersten Weltkrieges an Bord der Kleinen Kreuzer Rostock, Regensburg und Kolberg. Ab Mitte Mai 1915 war er als Wachoffizier bei der VII. Torpedoboot-Flottille und avancierte am 18. September 1915 zum Leutnant zur See. Zugleich absolvierte er von November 1915 bis Januar 1916 einen Torpedolehrgang. Von Oktober 1916 bis November 1917 war Ruhfus Wachoffizier bei der IV. Torpedoboot-Flottille. Im Unternehmen Albion 1917 lief sein Torpedoboot S 64 auf eine Seemine und sank. Daran schloss sich eine Verwendung als Wachoffizier bei der Zerstörer-Flottille Flandern bzw. als Kommandant bei der 1 Ostsee-Minenräumsuchflottille an. Für sein Wirken während des Krieges erhielt er beide Klassen des Eisernen Kreuzes.

### Reichsmarine
Nach Kriegsende diente er zunächst drei Jahre in der Küstenwehrabteilung Lehe (Küstenwehrabteilung IV) und wurde anschließend im Oktober 1922 als Oberleutnant zur See bei der Reichsmarine Kommandant des Tenders T 154. Am 19. September 1924 wurde Ruhfus als Kommandant des Torpedoboots T 157 zur 4. Torpedoboots-Halbflottille versetzt und stieg in dieser Stellung am 1. August 1925 mit RDA vom 1. Mai 1925 zum Kapitänleutnant auf. Ab September 1926 war er Ausbildungsoffizier auf dem Leichten Kreuzer Emden, ab März 1928 Kompanieführer in der Schiffsstammdivision der Nordsee, und ab Februar 1929 Kompanieführer in der II. Marine-Artillerie-Abteilung. Auf dem Segelschulschiff Niobe diente er ab September 1930 zunächst als Ausbildungsleiter und ab Februar 1932 als Kommandant. 1932 kenterte ihm an einem schönen Sommertag durch eine urplötzlich auftretende Gewitterbö das Segelschulschiff Niobe vor Fehmarn. Wegen des Untergangs des Niobe am 26. Juli 1932 wurde er vor ein Kriegsgericht gestellt, das ihn am 3. November 1932 von der Schuld an dem Verlust des Schiffes und vieler Menschenleben freisprach. In dieser Zeit stand er zur Verfügung der Inspektion des Bildungswesens und war er als Lehroffizier an Bord des Testboots T 23. Er diente ab Ende Dezember 1932 als Navigationsoffizier auf dem Leichten Kreuzer Königsberg, wurde am 1. Januar 1933 Korvettenkapitän und stieg am 27. September 1933 zum Ersten Offizier auf.

### Kriegsmarine
In der Kriegsmarine war er seit Juli 1935 Kommandeur der II. Marine-Artillerie-Abteilung. Nach seiner Beförderung zum Fregattenkapitän wurde Ruhfus Anfang Oktober 1937 Stabsoffizier beim Stab der Marineschule Mürwik. Nach dem Beginn des Zweiten Weltkriegs erfolgte als Kapitän zur See am 16. September 1939 seine Ernennung zum Kommandanten des Leichten Kreuzers Königsberg. Nachdem sein Kreuzer bei der deutschen Besetzung Norwegens am Kai von Bergen am 10. April 1940 durch britische Flugzeuge versenkt worden war, übernahm er in Bergen für vier Monate die Hafen- und Seekommandantur. Im August 1940 wurde er Nachfolger von Friedrich Rieve als Seekommandant Oslo, ab April 1941 als Kommandant der Seeverteidigung Oslofjord bezeichnet. Von Oktober 1942 bis April 1944 befehligte er als Konteradmiral die Marineschule Mürwik. Von diesem Posten wurde er im Frühjahr 1944 nach einem Besuch des Oberbefehlshabers der Kriegsmarine von einem Tag zum nächsten abgelöst. Im April 1944 wurde er Seekommandant Französische Riviera mit Sitz in Toulon. Bei Anrücken der Forces françaises libres nach der Landung der Alliierten flüchtete er auf die Halbinsel von Saint-Mandrier-sur-Mer, dort geriet er am 27. August 1944 in französische Kriegsgefangenschaft, die ihn körperlich ruinierte.
Er kehrte nach seiner Entlassung im Juni 1947 zu seiner Frau und den beiden Kindern in Mürwik zurück und arbeitete zunächst als Torfarbeiter und Stadthausierer, dann Handelsvertreter und war schließlich ab 1955 Pensionär. Er starb im Mai 1955 im Alter von 60 Jahren.